# Manga pubblicati su Weekly Shōnen Magazine
Di seguito sono elencate tutte le serie apparse nella rivista Weekly Shōnen Magazine di Kōdansha. La lista, organizzata in decenni, mostra il titolo dell'opera, la prima e l'ultima uscita ed il mangaka che l'ha creata.
I manga in corso sono indicati con uno sfondo colorato.

## Anni 1950
| Titolo                             | Prima uscita | Ultima uscita | Mangaka                                       |
| ---------------------------------- | ------------ | ------------- | --------------------------------------------- |
| Sakon Ukon (左近右近?)             | #01, 1959    | #08, 1959     | Shinobu Ippei, Enji Shimokawa, Eiji Yoshikawa |
| Bōken Senchō (冒険船長?)           | #01, 1959    | #12, 1959     | Masaharu Endō                                 |
| Hayate Jūjisei (疾風十字星?)       | #01, 1959    | #12, 1959     | Eiji Yamada, Satoru Ōki                       |
| 13-Gō Hasshin Seyo (13号発進せよ?) | #01, 1959    | #20, 1960     | Yoshiteru Takano                              |
| Mon Yoshi-kun (もん吉くん?)        | #01, 1959    | #38, 1959     | Akio Itō, Michio Suzuki                       |
| Ryōta wa Makenai (良太は負けない?) | #02, 1959    | #08, 1959     | Haruki Yamada                                 |
| Tenji Doji (天兵童子?)             | #03, 1959    | #19, 1959     | Hiroshi Yano, Ryūji Shīna, Eiji Yoshikawa     |
| Ōnishi Kyojin (大西巨人?)          | #13, 1959    | #32, 1959     | Toshikane Fukuda, Kōichi Ōtsu                 |
| Apatchi Tōshu (アパッチ投手?)      | #20, 1959    | #28, 1960     | Kyota Ishikawa, Mitsuo Sano                   |
| Patorōru Q (パトロールＱ?)         | #30, 1959    | #16, 1960     | Masato Tenma, Teruo Itō                       |
| Sandaru Santa (サンダル三太?)      | #34, 1959    | #09, 1960     | Keiji Nagasaki                                |
| Tsuppari Tarō (つっぱり太郎?)      | #39, 1959    | #13, 1960     | Akio Itō, Yoshimi Hososhima                   |

## Anni 1960
| Titolo                                                        | Prima uscita | Ultima uscita | Mangaka                            |
| ------------------------------------------------------------- | ------------ | ------------- | ---------------------------------- |
| Mahha Sanshirō (マッハ三四郎?)                                | #08, 1960    | #52, 1960     | Tatsuo Yoshida                     |
| Kaiketsu Harimao (快傑ハリマオ?)                              | #16, 1960    | #10, 1961     | Shōtarō Ishinomori                 |
| Chikai no Makyu (ちかいの魔球?)                               | #01, 1961    | #50, 1962     | Tetsuya Chiba, Kazuya Fukimoto     |
| Champion Futoshi (チャンピオン太?)                            | #01, 1962    | #52, 1963     | Tatsuo Yoshida, Ikki Kajiwara      |
| Banzai Tantei-chō (バンザイ探偵長?)                           | #02, 1963    | #19, 1963     | Hisashi Sekiya                     |
| Kuroi Himitsu Heiki (黒い秘密兵器?)                           | #19, 1963    | #50, 1965     | Daiji Kazumine, Kazuya Fukimoto    |
| 8 Man (8マン?)                                                | #20, 1963    | #13, 1965     | Jiro Kuwata, Kazumasa Hirai        |
| Shiden-kai no Taka (紫電改のタカ?)                            | #27, 1963    | #03-04, 1965  | Tetsuya Chiba                      |
| Marude Dameo (丸出だめ夫?)                                    | #01, 1964    | #26, 1967     | Kenji Morita                       |
| Wakatono (わかとの?)                                          | #02, 1965    | #31, 1965     | Fujio Fujiko Ⓐ                     |
| W3 (W3 ワンダー・スリー?)                                     | #13, 1965    | #18, 1965     | Osamu Tezuka                       |
| Tonari no Tamageta-kun (となりのたまげ太くん?)                | #14, 1965    | #33, 1965     | Shōtarō Ishinomori                 |
| Haris no Senpuu (ハリスの旋風?)                               | #16, 1965    | #47, 1967     | Tetsuya Chiba                      |
| Kibaō (牙王?)                                                 | #20, 1965    | #12, 1966     | Kyuta Ishikawa, Yukio Togawa       |
| GeGeGe no Kitarō (ゲゲゲの鬼太郎?)                            | #31, 1965    | #12, 1969     | Shigeru Mizuki                     |
| Rainbow Sentai Robin (レインボー戦隊?)                        | #01, 1966    | #13, 1966     | Akira Kazeda, Studio Zero          |
| Kiiroi Tebukuro X (黄色い手袋X?)                              | #01, 1966    | #51, 1966     | Jiro Kuwata, Kohan Kawauchi        |
| Ushiro no Hyakutarou (うしろの百太郎?)                        | #01, 1966    | #16, 1967     | Jirō Tsunoda                       |
| Akuma Kun (悪魔くん?)                                         | #01, 1966    | #16, 1967     | Shigeru Mizuki                     |
| Tommy, la stella dei Giants (巨人の星?, Kyojin no hoshi)      | #19, 1966    | #03, 1971     | Noboru Kawasaki, Ikki Kajiwara     |
| Ultraman (ウルトラマン?)                                      | #27, 1966    | #19, 1967     | Kazuo Umezu                        |
| Cyborg 009 (サイボーグ009?)                                   | #30, 1966    | #13, 1967     | Shōtarō Ishinomori                 |
| Patman X (パットマンX?)                                       | #01, 1967    | #50, 1968     | George Akiyama                     |
| Tensai Bakabon (天才バカボン?)                                | #15, 1967    | #49, 1976     | Fujio Akatsuka                     |
| Harmagedon - La guerra contro Genma (幻魔大戦?, Genma Taisen) | #18, 1967    | #52, 1967     | Shotaro Ishinomori, Kazumasa Hirai |
| Chingo Muchabei (珍豪ムチャ兵衛?)                             | #31, 1967    | #20, 1968     | Kenji Morita                       |
| Ultraseven (ウルトラセブン?)                                  | #38, 1967    | #38, 1967     | Jiro Kuwata                        |
| Muyounosuke (無用ノ介?)                                       | #38, 1967    | #10, 1970     | Takao Saito                        |
| Kurobe no Taiyō (黒部の太陽?)                                 | #01, 1968    | #04, 1968     | Masamichi Yokoyama                 |
| Rocky Joe (あしたのジョー?, Ashita no Joe)                    | #01, 1968    | #19, 1973     | Tetsuya Chiba, Asao Takamori       |
| Kikkai kun (キッカイくん?)                                    | #02, 1969    | #11, 1970     | Gō Nagai                           |
| Horafuki Dondon (ほらふきドンドン?)                           | #06, 1969    | #31, 1970     | George Akiyama                     |
| Ryuu no Michi (リュウの道?)                                   | #14, 1969    | #52, 1970     | Shōtarō Ishinomori                 |

## Anni 1970
| Titolo                                                                     | Prima uscita | Ultima uscita | Mangaka                                    |
| -------------------------------------------------------------------------- | ------------ | ------------- | ------------------------------------------ |
| Waru (ワル?)                                                               | #04-05, 1970 | #02, 1973     | Joya Kagemaru, Hisao Maki                  |
| Hikaru Kaze (光る風?)                                                      | #18, 1970    | #47, 1970     | Tatsuhiko Yamagami                         |
| Oyabaka Tengoku (親バカ天国?)                                              | #19, 1970    | #08, 1971     | Aki Ryuzan                                 |
| Yasuji Tanioka no Mettameta Gaki Dou Kouza (ヤスジのメッタメタガキ道講座?) | #19, 1970    | #38, 1971     | Yasuji Tanioka                             |
| Homo Homo 7 (ホモホモ7?)                                                   | #30, 1970    | #13, 1971     | Tarō Minamoto                              |
| Ashura (アシュラ?)                                                         | #32, 1970    | #22, 1971     | George Akiyama                             |
| Kugishi Sabuyan (釘師サブやん?)                                            | #09, 1971    | #51, 1972     | Big Jo, Jirō Gyū                           |
| Otoko Oidon (男おいどん?)                                                  | #20, 1971    | #33, 1973     | Leiji Matsumoto                            |
| Karate Baka Ichidai (空手バカ一代?)                                        | #22, 1971    | #52, 1977     | Jirō Tsunoda, Ikki Kajiwara, Jōya Kagemaru |
| Kamen Rider (仮面ライダー?, Kamen Raidā)                                   | #23, 1971    | #53, 1972     | Shōtarō Ishinomori                         |
| L'Uomo Tigre (タイガーマスク?, Taigā Masuku)                               | #26, 1971    | #53, 1971     | Naoki Tsuji, Ikki Kajiwara                 |
| Omorai-kun (オモライくん?)                                                 | #01, 1972    | #23, 1972     | Gō Nagai                                   |
| Hi no Hitomi (火の瞳?)                                                     | #03, 1972    | sconosciuta   | Toshiya Masaoka                            |
| Henshin Ninja Arashi (変身忍者嵐?)                                         | #10, 1972    | #41, 1972     | Ken Ishikawa, Shōtarō Ishinomori           |
| Gunryuden (群竜伝?)                                                        | #19, 1972    | #15, 1973     | Hiroshi Motomiya                           |
| Devilman (デビルマン?)                                                     | #25, 1972    | #27, 1973     | Gō Nagai                                   |
| Pat, la ragazza del baseball (野球狂の詩?, Yakyūkyō no Uta)                | #35, 1972    | #52, 1976     | Shinji Mizushima                           |
| Ai no Senshi Reinbōman (愛の戦士レインボーマン?)                           | #39, 1972    | #41, 1973     | Kawauchi Kohan                             |
| Robot Keiji (ロボット刑事?)                                                | #01, 1973    | #41, 1973     | Shōtarō Ishinomori                         |
| Ai to Makoto (愛と誠?)                                                     | #03-04, 1973 | #39, 1976     | Takumi Nagayasu, Ikki Kajiwara             |
| Kurenai no Chousensha (紅の挑戦者?)                                        | #09, 1973    | #52, 1975     | Ken Nakajō, Ikki Kajiwara                  |
| Yami no Doki (闇の土鬼?)                                                   | #18, 1973    | #13, 1974     | Mitsuteru Yokoyama                         |
| Violence Jack (バイオレンスジャック?)                                      | #29, 1973    | #39, 1974     | Go Nagai                                   |
| Sampei (釣りキチ三平?, Tsurikichi Sanpei)                                  | #32, 1973    | #19, 1983     | Takao Yaguchi                              |
| Io sono Teppei (おれは鉄兵?, Ore wa Teppei)                                | #33, 1973    | #20, 1980     | Tetsuya Chiba                              |
| Wadachi (ワダチ?)                                                          | #44, 1973    | #15, 1974     | Leiji Matsumoto                            |
| Mitsume ga Toru (三つ目がとおる?)                                          | #28, 1974    | #12, 1978     | Osamu Tezuka                               |
| Iyahaya Nantomo (イヤハヤ南友?)                                            | #45, 1974    | #21, 1976     | Gō Nagai                                   |
| Tetsumen Cross (鉄面クロス?)                                               | #52, 1974    | #02, 1975     | Shōtarō Ishinomori                         |
| B.C. Adamu (B.C.アダム?)                                                   | #02, 1975    | sconosciuta   | Fujio Akatsuka                             |
| Tetsumen Tantei Gen (鉄面探偵ゲン?)                                        | #38, 1975    | #20, 1976     | Shōtarō Ishinomori                         |
| Tensai Bakabon (天才バカボン?)                                             | #43, 1975    | #49, 1976     | Fujio Akatsuka                             |
| Sonohoka-kun (その他くん?)                                                 | #02, 1976    | #52, 1976     | Jirō Tsunoda                               |
| St. Muscle (聖マッスル?, Seimassuru)                                       | #32, 1976    | #01, 1977     | Masami Fukushima                           |
| Shutendoji (手天童子?)                                                     | #36, 1976    | #18, 1978     | Gō Nagai, Pro Dynamic                      |
| Chojou Saikyou no Otoko Ryuu (地上最強の男 竜?)                            | #01, 1977    | #20, 1977     | Shinobu Kaze                               |
| Kenshi Kensaku (建師ケン作?)                                               | #02, 1977    | #31, 1977     | Fujio Akatsuka, Jirō Gyū                   |
| Futtobōru Taka (フットボール鷹?)                                           | #03-04, 1977 | #14, 1979     | Noboru Kawasaki                            |
| Tarao Bannai (多羅尾伴内?)                                                 | #42, 1977    | #45, 1978     | Shōtarō Ishinomori, Kazuo Koike            |
| Hausujakku Nana-chan (ハウスジャック ナナちゃん?)                          | #50, 1977    | #52, 1977     | Fujio Akatsuka                             |
| Queen Emeraldas (クイーン・エメラルダス?)                                  | #02, 1978    | #41, 1978     | Leiji Matsumoto                            |
| Shikakui Jungle (四角いジャングル?)                                        | #03-04, 1978 | #17, 1980     | Ken Nakajō, Ikki Kajiwara                  |
| Tonda Couple (翔んだカップル?)                                             | #17, 1978    | #13, 1981     | Kimio Yanagisawa                           |
| Mirai Otoko Kaos (未来人カオス?)                                           | #29, 1978    | #01, 1979     | Osamu Tezuka                               |
| Hana no Yotarou (花の咲太郎?)                                              | #35, 1978    | #49, 1979     | George Akiyama                             |
| Shonen Jidai (少年時代?)                                                   | #37, 1978    | #33, 1979     | Fujio Fujiko Ⓐ                             |
| 1-2 no Sanshirou (1・2の三四郎?)                                           | #46, 1978    | #11, 1983     | Makoto Kobayashi                           |
| Subarashiki Bandits (素晴らしきバンディッツ?)                              | #01, 1979    | #37, 1980     | Sho Fumimura                               |
| Toughness Daichi (タフネス大地?)                                           | #02, 1979    | #35, 1981     | Natsuki Owada                              |
| Insekutā (インセクター?)                                                   | #14, 1979    | #21, 1979     | Osamu Tezuka                               |
| Itoshi no Boccha (愛しのボッチャー?)                                       | #20, 1979    | #53, 1981     | Jin Kawaguchi                              |
| Susano Oh (凄ノ王?)                                                        | #30, 1979    | #17, 1981     | Gō Nagai                                   |
| Sheriff (シェリフ?, Sherifu)                                               | #42, 1979    | #33, 1980     | Mitsuru Sugaya                             |

## Anni 1980
| Titolo                                                       | Prima uscita | Ultima uscita | Mangaka                            |
| ------------------------------------------------------------ | ------------ | ------------- | ---------------------------------- |
| Munasawagi no Eve (胸さわぎの放課後?)                        | #36, 1980    | #46, 1983     | Mio Murao                          |
| Ashita Tenki ni Naare (あした天気になあれ?)                  | #42, 1980    | #25, 1991     | Tetsuya Chiba                      |
| Vino di zucca (The・かぼちゃワイン?, The Kabocha Wine)       | #04-05, 1981 | #26, 1984     | Mitsuru Miura                      |
| Hikari no Kojirou (光の小次郎?)                              | #18, 1981    | #38, 1984     | Shinji Mizushima                   |
| Gakuran Hachinengumi (ガクラン八年組?)                       | #21, 1981    | #20, 1983     | Tamotsu Shimosaka                  |
| Konpora sensei (コンポラ先生?)                               | #23, 1981    | #33, 1984     | Masahide Motohashi                 |
| Shuniaka (朱に赤?)                                           | #29, 1981    | #22, 1982     | Kimio Yanagisawa                   |
| Aitsu to rarabai (あいつとララバイ?)                         | #40, 1981    | #40, 1989     | Michiharu Kusunoki                 |
| Kotaro Makaritoru! (コータローまかりとおる!?)                | #36, 1982    | #34, 1994     | Tatsuya Hiruta                     |
| Bats & Terry (バツ&テリー?, Batsu & Teri)                    | #04-05, 1983 | #42, 1987     | Yasuichi Oshima                    |
| Iron Muscle (アイアンマッスル?)                              | #07, 1983    | #50, 1983     | Gō Nagai, Pro Dynamic              |
| Bari Bari Densetsu (バリバリ伝説?)                           | #12, 1983    | #30, 1991     | Shuichi Shigeno                    |
| Fifutīn Rabu (フィフティーン・ラブ?)                         | #01-02, 1984 | #15, 1986     | Natsuko Heiuchi                    |
| Inō Senshi (異能戦士?)                                       | #03-04, 1984 | #33, 1984     | Yoshinori Kobayashi                |
| Moshikashite Koibito (もしかしてKOIBITO?)                    | #03-04, 1984 | #04-05, 1986  | Mio Murao                          |
| Ekushisu (エクシス?)                                         | #15, 1984    | #41, 1984     | Takatoshi Yamada                   |
| Lensman (レンズマン?)                                        | #41, 1984    | #18, 1985     | Mitsuru Miura                      |
| Gokudou-kun (極道くん?)                                      | #42, 1984    | #52, 1986     | Shinji Mizushima                   |
| Banira 37 °C (バニラ37 °C?)                                  | #01, 1985    | #32, 1985     | Toshiyuki Mutsu                    |
| Konpora Kiddo (コンポラキッド?)                              | #13, 1985    | #52, 1986     | Masahide Motohashi                 |
| Seiryū no Shinwa (青龍の神話?)                               | #26, 1985    | #01, 1986     | Yuzuru Shimazaki                   |
| Yoru yo Sayonara (夜よさよなら?)                             | #33, 1985    | #33, 1985     | Osamu Tezuka                       |
| Dokkin Roripoppu (どっきんロリポップ?)                       | #37, 1985    | #17, 1986     | Masami Izawa                       |
| Kokonattsu AVE. (ココナッツAVE.?)                            | #38, 1985    | #40, 1986     | Mitsuru Miura                      |
| Kazuya Now (一矢NOW?)                                        | #07, 1986    | #20, 1986     | George Morikawa                    |
| Go-Q-Choji Ikkiman (剛Q超児イッキマン?)                      | #19, 1986    | #36, 1986     | Kazuo Takahashi, Yasuo Tanami      |
| Hip Hop Ōen-dan: Tokyo Bakufu Ōen-den (ヒップホップ応援団?)  | #20, 1986    | #31, 1987     | Shuzo Uchiyama                     |
| Aogeba Tōtoshi (仰げば尊し!?)                                | #39, 1986    | #39, 1987     | Jūzō Tokoro                        |
| Mister Ajikko (ミスター味っ子?)                              | #40, 1986    | #03-04, 1990  | Daisuke Terasawa                   |
| Kaze no Mario (風のマリオ?)                                  | #04-05, 1987 | #52, 1987     | Takatoshi Yamada                   |
| Offside (オフサイド?)                                        | #06, 1987    | #12, 1992     | Natsuko Heiuchi                    |
| Mune Kyun Keiji (胸キュン刑事?)                              | #15, 1987    | #24, 1988     | Hikaru Tohyama                     |
| Ogami Matsugorou (おがみ松吾郎?)                             | #25, 1987    | #20, 1990     | Minoru Itō                         |
| Break Shot (ブレイクショット?)                               | #26, 1987    | #28, 1990     | Takeshi Maekawa                    |
| Chenji (チェンジ?)                                           | #31, 1987    | #30, 1988     | Yu Koyama                          |
| Signal Blue (シグナルブルー?)                                | #43, 1987    | #06, 1988     | George Morikawa                    |
| Meimon! Daisan-yakyubu (名門!第三野球部?)                    | #47, 1987    | #25, 1993     | Toshiyuki Mutsu                    |
| Gekiretsu Baka (激烈バカ?)                                   | #06, 1988    | #21-22, 1994  | Fujio Saitō                        |
| Super Doctor K (スーパードクターK?)                          | #17, 1988    | #42, 1996     | Kazuo Mafune                       |
| Myoden Ray (明王伝レイ?)                                     | #25, 1988    | #35, 1989     | Toshiwo Kikuchi                    |
| Kira Kira! (キラキラ!?)                                      | #01-02, 1989 | #25, 1990     | Tetsu Adachi                       |
| Kanojo wa Delicate! (彼女はデリケート!?)                     | #03-04, 1989 | #09, 1991     | Takeshi Kajiwara                   |
| Aitsu wa Ainshutain (あいつはアインシュタイン?)              | #05, 1989    | #23, 1989     | Ishigaki Yūki, Miyazaki Masaru     |
| TV Jakkā (TVジャッカー?)                                     | #15, 1989    | #33, 1989     | Kaoru Kawakata                     |
| Yokohama Meibutsu: Otoko Katayama-gumi! (横浜名物男片山組!?) | #16, 1989    | #52, 1991     | Akira Yazawa                       |
| Adesugata Junjō Boy (艶姿純情BOY?)                           | #24, 1989    | #07, 1990     | Tōru Fujisawa                      |
| From M (From M?)                                             | #35, 1989    | #44, 1989     | Kain Makino                        |
| Kaze no Sylphid (風のシルフィード?)                          | #41, 1989    | #49, 1993     | Yukihisa Motoshima                 |
| HARD COP (HARD COP?)                                         | #42, 1989    | #01, 1990     | Takeshi Shibuta, Daisuke Yamaguchi |
| Hajime no Ippo (はじめの一歩?)                               | #43, 1989    | in corso      | George Morikawa                    |

## Anni 1990
| Titolo                                                                                    | Prima uscita | Ultima uscita | Mangaka                               |
| ----------------------------------------------------------------------------------------- | ------------ | ------------- | ------------------------------------- |
| Freedom (FREEDOM?)                                                                        | #02-03, 1990 | #17, 1990     | Kinichi Hashimoto                     |
| Neko de Gomen! (猫でごめん!?)                                                             | #12, 1990    | #39, 1990     | Akane Nagano                          |
| Chameleon (カメレオン?)                                                                   | #17, 1990    | #10, 2000     | Atsushi Kano                          |
| Shi no White Magic (死のホワイトマジック?)                                                | #18, 1990    | #53, 1990     | Kōdai Kadomatsu                       |
| Hassaku! Twins (はっさく!Twins?)                                                          | #28, 1990    | #42, 1990     | Yūsuke Mihara                         |
| MMR Magazine Mystery Research Group (MMR マガジンミステリー調査班?)                       | #34, 1990    | #42, 1999     | Yūki Ishigaki                         |
| Warashi (WARASHI?)                                                                        | #35, 1990    | #27, 1991     | Daisuke Terasawa                      |
| Alé alé alé o-o (シュート!?, Shoot!)                                                      | #36, 1990    | #24, 2003     | Tsukasa Ooshima                       |
| Tobidase Stewardess! (飛びだせスチュワーデス!?)                                           | #41, 1990    | #26, 1991     | Takashi Oguro                         |
| Hakkeyoi (はっけよい?)                                                                    | #42, 1990    | #18, 1991     | Takeshi Maekawa, Taro Nami            |
| Shonan Junai Gumi (湘南純愛組!?)                                                          | #43, 1990    | #42, 1996     | Tōru Fujisawa                         |
| Viva! Judo Gurentai (ビバ!柔道愚連隊?)                                                    | #01, 1991    | #01-02, 1993  | Nishi Nisshī                          |
| Kin no Henachoko (ポチのへなちょこ大作戦?)                                                | #03-04, 1991 | #13, 1995     | Hideo Nishimoto                       |
| Noritaka (破壊王ノリタカ! Hakaiou Noritaka!?)                                             | #14, 1991    | #28, 1994     | Takashi Hamori                        |
| Rosutaimu (ロスタイム?)                                                                   | #17, 1991    | #32, 1991     | Kazuya Itō                            |
| Combat ★ High School (コンバット★ハイスクール?)                                           | #19, 1991    | #15, 1992     | Akane Nagano                          |
| Kaze Densetsu Bukkomi no Taku (疾風伝説 特攻の拓?)                                        | #26, 1991    | #32, 1997     | Jūzō Tokoro, Hiroto Saki              |
| Captain Kid (キャプテンキッド?)                                                           | #32, 1991    | #21-22, 1992  | Hiroshi Uno                           |
| Boys Be (BOYS BE…シリーズ?)                                                               | #33, 1991    | #15, 2001     | Hiroyuki Tamakoshi, Masahiro Itabashi |
| Haou Densetsu Takeru (覇王伝説 驍?)                                                       | #43, 1991    | #34, 1995     | Yuzuru Shimazaki                      |
| Sho -Show- (将 -ショウ-?)                                                                 | #01-02, 1992 | #35-36, 1992  | Shuichi Shigeno                       |
| Splash!! (SPLASH!!?)                                                                      | #05, 1992    | #20-21, 1992  | Takeshi Kajiwara                      |
| Kamashitarankai!! (かましたらんかい!!?)                                                   | #18, 1992    | #31, 1992     | Takeshi Kōno                          |
| Shounen yo Racket o Dake (少年よラケットを抱け?)                                          | #23, 1992    | #27, 1994     | Tetsuya Chiba                         |
| Tousho Lion (トウショウライオン?)                                                         | #24, 1992    | #01-02, 1993  | Hitoshi Araki                         |
| Parallel Buster (パラレル・バスター?)                                                     | #26, 1992    | #35-36, 1992  | Shōji Kinoshita                       |
| Shouta no Sushi (将太の寿司?)                                                             | #37, 1992    | #34, 2000     | Daisuke Terasawa                      |
| Kindaichi shōnen no jikenbo (金田一少年の事件簿?)                                         | #45, 1992    | #46, 2017     | Fumiya Satō, Yōzaburō Kanari          |
| J-Dream (Jドリーム?)                                                                      | #03-04, 1993 | #44, 1999     | Natsuko Heiuchi                       |
| Jiken Rettō Buru (事件列島ブル?)                                                          | #05, 1993    | #20, 1993     | Michinori Okutani, Hideo Yokoyama     |
| Hi5! (Hi5!?)                                                                              | #17, 1993    | #24, 1994     | Naomasa Matsuda                       |
| Let's Nupu Nupu (LET'S ぬぷぬぷっ?)                                                       | #19, 1993    | #49, 1999     | Akira Mitsumori                       |
| Karate Aho Ichodaime Tsuyoku Nariagare (空手アホ一代目 強く成り上がれ!?)                  | #21-22, 1993 | #41, 1993     | Hirofumi Sawada                       |
| Marasonman (マラソンマン?)                                                                | #26, 1993    | #05-06, 1997  | Masaharu Inōe                         |
| Dakara kimi ni Kiss!! (だからキミにKiss!!?)                                               | #33, 1993    | #49, 1993     | Takayuki Hirasawa                     |
| Dr. Noguchi: Shinkaishaku No Noguchi Hideyo Monogatari (Dr.NOGUCHI 新解釈の野口英世物語?) | #50, 1993    | #08, 1997     | Toshiyuki Mutsu                       |
| Gakkō no Kowai Uwasa (学校の怖い噂?)                                                      | #15, 1994    | #03-4, 1995   | Miyuki Hita, Tadashi Agi              |
| A.I. Love You! (A・Iが止まらない! AI ga Tomaranai!?)                                      | #18, 1994    | #40, 1994     | Ken Akamatsu                          |
| Ningen Datte Animō (人間だってアニモー?)                                                  | #25, 1994    | #35, 1994     | Hidetoshi Sakamoto                    |
| Maya (MAYA 真夜中の少女?)                                                                 | #30, 1994    | #11, 1996     | Yukihisa Motoshima                    |
| Harlem Beat (ハーレム・ビート?, Hāremu Biito)                                             | #34, 1994    | #08, 2000     | Yuriko Nishiyama                      |
| Hiseki Senki Stone Buster! (秘石戦記ストーンバスター!?)                                   | #35, 1994    | #16, 1995     | Hiroshi Uno                           |
| Shin Kotaro Makaritoru! Juudouhen (新・コータローまかりとおる! 柔道編?)                   | #38, 1994    | #07, 2001     | Tatsuya Hiruta                        |
| Atama ga Big Bang!! (頭がビッグバン!!?)                                                   | #40, 1994    | #29, 1995     | Fujio Saitō                           |
| Tamashī no Ken (魂の剣?)                                                                  | #01-02, 1995 | #18, 1995     | Takashi Hamori                        |
| Henachoko Daisakusen Z (へなちょこ大作戦Z?)                                               | #14, 1995    | #48, 2003     | Hideo Nishimoto                       |
| Ikumi no Himitsu (イクミの秘密?)                                                          | #18, 1995    | #03-04, 1996  | Tai Okada                             |
| Shibaitaretaka! (シバいたれタカ!?)                                                        | #20, 1995    | #12, 1996     | Hirofumi Sawada                       |
| FLIP! (FLIP!?)                                                                            | #26, 1995    | #42, 1995     | Sachiko Imoto                         |
| Yappari Aishiteiru Noni! (やっぱり愛しているのに!?)                                       | #31, 1995    | #40, 1995     | Aikyō Sakamotomaru                    |
| Nō Miso Purun (脳みそプルン!?)                                                            | #41, 1995    | #38, 2002     | Kengo Kawaguchi                       |
| Chūka Ichiban! (中華一番!?)                                                               | #43, 1995    | #24, 1996     | Etsushi Ogawa                         |
| Office Rei (心霊調査室OFFICE麗?)                                                          | #45, 1995    | #18, 1996     | Hideki Nonomura, Sanae Miyau          |
| Best Eleven (ベストイレブン?)                                                             | #02, 1996    | #25, 1996     | Makoto Izumi                          |
| Bad Company (バッドカンパニー?)                                                           | #05, 1996    | #33, 1996     | Tōru Fujisawa                         |
| 1000-Nen no Hayate (1000年の疾風?)                                                        | #17, 1996    | #32, 1996     | Mitsuo Kimura, Kisuke Manjōme         |
| Psychometrer Eiji (サイコメトラーEIJI?)                                                   | #18, 1996    | #42, 2000     | Masashi Asaki, Tadashi Agi            |
| Tenkafubu Nobunaga (TENKAFUBU 信長?)                                                      | #23, 1996    | #06, 1998     | Yuka Nagate                           |
| DESPERADO (DESPERADO?)                                                                    | #26, 1996    | #22-23, 1997  | Matsumoto Daiji                       |
| Dreams (Dreams?)                                                                          | #36-37, 1996 | #47, 2003     | Sanbanchi Kawa, Taro Nami             |
| Aoki Shinwa Mars (蒼き神話マルス?)                                                        | #43, 1996    | #24, 1999     | Yukihisa Motoshima                    |
| Game Creator Retsuden (ゲームクリエイター列伝?)                                           | #48, 1996    | #53, 2000     | Takayuki Hirasawa                     |
| Shin Chūka Ichiban! (真・中華一番!?)                                                      | #01, 1997    | #22-23, 1999  | Etsushi Ogawa                         |
| Great Teacher Onizuka (GTO?)                                                              | #02, 1997    | #03, 2002     | Tōru Fujisawa                         |
| Ue wo Muite Arukou (上を向いて歩こう?)                                                    | #17, 1997    | 1997          | Toshiyuki Mutsu                       |
| Gachinko! (ガチンコッ!?)                                                                  | #25, 1997    | 1997          | Tetsuo Yamashita                      |
| Legendary Gambler Tetsuya (哲也-雀聖と呼ばれた男?)                                        | #33, 1997    | #02-03, 2005  | Yasushi Hoshino, Fūmei Sai            |
| Shake Down (Shake Down?)                                                                  | #42, 1997    | #07, 1998     | Iyo Haruyoshi                         |
| Ningen Kyouki Katsuo! (人間凶器カツオ!?)                                                  | #43, 1997    | #34, 1999     | Takashi Hamori                        |
| Eien no Uta (永遠の詩?)                                                                   | #06, 1998    | #16, 1999     | Hiroto Saki                           |
| G-HARD (G-HARD?)                                                                          | #08, 1998    | #28, 1999     | Jūzō Tokoro, Buronson                 |
| Max Ōta (MAX太田?)                                                                        | #24, 1998    | #33, 1998     | Kijima Satoshi                        |
| POLICEMAN (POLICEMAN?)                                                                    | #25, 1998    | #46, 1999     | Masaharu Inōe                         |
| Love Hina (ラブひな?)                                                                     | #47, 1998    | #48, 2001     | Ken Akamatsu                          |
| High Life (High Life?)                                                                    | #08, 1999    | #22-23, 1999  | Makoto Izumi                          |
| Kimun Kamui (キムンカムイ?)                                                               | #12, 1999    | #51, 1999     | Yoshihiro Saegusa                     |
| Get Backers (GetBackers-奪還屋-?)                                                         | #17, 1999    | #12, 2007     | Rando Ayamine, Yūya Aoki              |
| Samurai Deeper Kyo (SAMURAI DEEPER KYO?)                                                  | #26, 1999    | #23, 2006     | Akimine Kamijyo                       |
| Rave - The Groove Adventure (RAVE?)                                                       | #32, 1999    | #35, 2005     | Hiro Mashima                          |
| Naku yo Uguisu (泣くようぐいす?)                                                          | #35, 1999    | #45, 2000     | Yasuaki Kita                          |
| Tsuri ni Ikou ze!! (釣りに行こうぜ!!?)                                                    | #44, 1999    | #21, 2000     | Kazumasa Mori                         |
| Telome Terumi Tell Me (テルミ×テルミ×テルミ?)                                             | #48, 1999    | #19, 2000     | Tai Okada, Hiroto Saki                |
| Snow Dolphin (スノードルフィン?)                                                          | #50, 1999    | #18, 2000     | Tomoyo Ohishi, Jyoji Arimori          |

## Anni 2000
| Titolo                                                                              | Prima uscita | Ultima uscita       | Mangaka                                                |
| ----------------------------------------------------------------------------------- | ------------ | ------------------- | ------------------------------------------------------ |
| Gründen (Gründen?)                                                                  | 2000         | 2000                | Takayuki Takashi                                       |
| Mushimaro! (弱肉強食メルヘン むしまろ!?)                                            | #01, 2000    | #08, 2000           | Tetsuro Yanagisawa                                     |
| Ryouma e (龍馬へ?)                                                                  | #07, 2000    | #21-22, 2001        | Toshiyuki Mutsu                                        |
| Gin no Kodou (銀の鼓動?)                                                            | #11, 2000    | #26, 2000           | Akira Yanagiha                                         |
| Buraiden Gai (無頼伝 涯?)                                                           | #16, 2000    | #08, 2001           | Nobuyuki Fukumoto                                      |
| Date Groove (伊達グルーヴ?)                                                         | #20, 2000    | #34, 2000           | Eijirō Shimada                                         |
| Sora no Subaru (空の昴?)                                                            | #24, 2000    | #44, 2003           | Yukihisa Motoshima                                     |
| Raijin - Rising (雷神〜RISING〜?)                                                   | #27, 2000    | #12, 2001           | Kazuo Mafune                                           |
| GodHand Teru (ゴッドハンド輝?)                                                      | #33, 2000    | #45, 2011           | Kazuki Yamamoto                                        |
| Cromartie High School (魁!!クロマティ高校?, Sakigake!! Cromartie High School)       | #34, 2000    | #24, 2006           | Eiji Nonaka                                            |
| Peak (PEAK?)                                                                        | #35, 2000    | #49, 2000           | Yuka Nagate, Hideo Yokoyama                            |
| Pori-kou Man (ポリ公マン?)                                                          | #37-38, 2000 | #28, 2001           | Atsushi Kase                                           |
| Susume! Daini Shounen Kouka Gakkou (突撃め!第二少年工科学校?)                       | #40, 2000    | #24, 2001           | Jūzō Tokoro                                            |
| Hot Shot (Hot Shot?)                                                                | #46, 2000    | #27, 2001           | Junji Oono                                             |
| Idaten (フィールド最速伝説IDATEN -韋駄天-?)                                         | #50, 2000    | #14, 2001           | Tetsuo Yamashita                                       |
| Bakushou Mondai no Kyou no Joe (爆笑問題のきょうのジョー?)                          | 2001         | 2001                | Hideo Nishimoto                                        |
| Kunimitsu no Matsuri (クニミツの政?)                                                | #03, 2001    | #45, 2005           | Masashi Asaki, Yuma Ando                               |
| Dragon Voice (DRAGON VOICE?)                                                        | #07, 2001    | #08, 2003           | Yuriko Nishiyama                                       |
| Jipangu Hououden (ジパング宝王伝?)                                                  | #09, 2001    | #24, 2001           | Etsushi Ogawa, Kazutoshi Ozasa                         |
| Howling (Howling?)                                                                  | #14, 2001    | #26, 2001           | Takeshi Hinata                                         |
| Gekidan Kujira-goroshi (劇団鯨ごろし?)                                              | #17, 2001    | #30, 2001           | Hide Matsumoto                                         |
| Kuwasemon! (喰わせモン!?)                                                           | #18, 2001    | #51, 2001           | Daisuke Terasawa                                       |
| Gorio (霊長類最強伝説 ゴリ夫?)                                                      | #20, 2001    | #31, 2002           | Takashi Hamori                                         |
| Kotaro Makaritoru! L (コータローまかりとおる! L?)                                   | #24, 2001    | #36-37, 2002        | Tatsuya Hiruta                                         |
| Tantei gakuen Q (探偵学園Q?)                                                        | #25, 2001    | #34, 2005           | Fumiya Satō, Seimaru Amagi                             |
| Road: Kagayakeru Michi (ROAD〜輝ける道〜?)                                          | #28, 2001    | #01, 2002           | Natsuko Heiuchi                                        |
| Big Star Daikichi (Big Star 大吉?)                                                  | #31, 2001    | #02-03, 2002        | Akira Tsubaki                                          |
| 3.3.7 Byooshi!! (3.3.7ビョーシ!!?)                                                  | #34, 2001    | #28, 2003           | Mitsurō Kubo                                           |
| One Room (わんるーむ?)                                                              | #40, 2001    | #34, 2003           | Akira Mitsumori                                        |
| Assobot Senki Goku (アソボット五九?)                                                | #04-05, 2002 | #44, 2002           | Romu Aoi, Jyoji Arimori                                |
| Daihyoubito (平成義民伝説 代表人?)                                                  | #11, 2002    | #24, 2002           | Yasuaki Kita                                           |
| Jump Man (JUMP MAN〜ふたりの大障害〜?)                                              | #15, 2002    | #33, 2002           | Masaharu Inōe                                          |
| Soccer Keru Keru Dan (サッカーけるける団?)                                          | #17, 2002    | #28, 2002           | Eijirō Shimada                                         |
| Jigoro Jigorou (ジゴロ次五郎?)                                                      | #22, 2002    | #30, 2007           | Atsushi Kase                                           |
| Cross Over (CROSS OVER?)                                                            | #25, 2002    | #40, 2003           | Kōji Seo                                               |
| Keinu Densetsu Gōgōgorō! (蹴犬伝説ゴーゴーゴロー!?)                                 | #27, 2002    | #48, 2002           | Taro Sada                                              |
| Kaze no Jūshi (風の策士?)                                                           | #29, 2002    | #48, 2002           | Kazuo Mafune                                           |
| Pastel (ぱすてる?)                                                                  | #32, 2002    | #33, 2003           | Toshihiko Kobayashi                                    |
| Gacha Gacha (ガチャガチャ?)                                                         | #36-37, 2002 | #29, 2003           | Hiroyuki Tamakoshi                                     |
| Road: Futatsu no Taiyō (ROAD〜ふたつの太陽〜?)                                      | #42, 2002    | #50, 2002           | Natsuko Heiuchi                                        |
| Chanbara (チャンバラ 一撃小僧隼十?)                                                 | #45, 2002    | #12, 2003           | Yoshinobu Yamada                                       |
| School Rumble (スクールランブル?)                                                   | #47, 2002    | #34, 2008           | Jin Kobayashi                                          |
| Air Gear (エア・ギア?)                                                              | #49, 2002    | #25, 2012           | Oh! Great                                              |
| Gold Rush! (GOLDRASH!?)                                                             | #50, 2002    | #15, 2003           | Tetsuo Yamashita                                       |
| Shichisan Megane (シチサンメガネ?)                                                  | #09, 2003    | #27, 2003           | Omi Kaneyama                                           |
| Negima (魔法先生ネギま?, Negima! Magister Negi Magi)                                | #13, 2003    | #15, 2012           | Ken Akamatsu                                           |
| Wild Baseballers (WILD BASE BALLERS?)                                               | #17, 2003    | #21, 2004           | Tarō Sekiguchi, Tohru Fujisawa                         |
| Tobaku-shi Fukurō (賭博師 梟?)                                                      | #21-22, 2003 | #29, 2003           | Yasushi Hoshino, Fūmei Sai                             |
| Tsubasa RESERVoir CHRoNiCLE (ツバサ-RESERVoir CHRoNiCLE-?)                          | #25, 2003    | #45, 2009           | CLAMP                                                  |
| Densetsu no Head Shou (伝説の頭 翔?)                                                | #34, 2003    | #33, 2005           | Takashi Hamori, Takeshi Natsuhara                      |
| Joshidaisei Kateikyoushi Hamanaka Ai (女子大生家庭教師濱中アイ?)                    | #40, 2003    | #16, 2006           | Tozen Ujiie                                            |
| Ore wa Captain (おれはキャプテン?)                                                  | #41, 2003    | #01, 2005           | Jōkura Koji                                            |
| Tanpo (たんぽ?)                                                                     | #43, 2003    | #52, 2003           | Hiroaki Wakamiya                                       |
| Tensai Ryouri Shounen: Aji no Suke (天才料理少年 味の助?)                           | #47, 2003    | #38, 2004           | Sōda Gō                                                |
| Food Hunter Futaraiden (フードハンター双雷伝?)                                      | #52, 2003    | #22-23, 2004        | Etsushi Ogawa, Kazutoshi Ozasa                         |
| Kiseki no Shounen (奇跡の少年?)                                                     | #01, 2004    | #41, 2004           | Junichi Nōjō                                           |
| Ahiru no sora (あひるの空?)                                                         | #02-03, 2004 | in corso (in pausa) | Takeshi Hinata                                         |
| Tokkyuu!! (トッキュー!!?)                                                           | #06, 2004    | #33, 2008           | Mitsurō Kubo, Yoichi Komori                            |
| Garouden BOY (餓狼伝BOY?)                                                           | #07, 2004    | #32, 2004           | Keisuke Itagaki, Baku Yumemakura                       |
| Menou Futatsuki! (麺王フタツキ!?)                                                   | #08, 2004    | #27, 2004           | Shinji Saijyo                                          |
| Suzuka (涼風?)                                                                      | #12, 2004    | #42, 2007           | Kōji Seo                                               |
| Changing now (チェンジング・ナウ?)                                                  | #22-23, 2004 | #34, 2005           | Uma                                                    |
| Stay Gold (STAY GOLD?)                                                              | #24, 2004    | #49, 2004           | Tsukasa Ooshima                                        |
| M.I.Q. (M.I.Q.?)                                                                    | #32, 2004    | #09, 2005           | Shingo Asai                                            |
| Haou no Ken (覇王の剣?)                                                             | #40, 2004    | #21-22, 2005        | Natsuko Heiuchi                                        |
| Mō, shimasen kara (もう、しませんから。?)                                           | #40, 2004    | #23, 2012           | Hideo Nishimoto                                        |
| Full Tama (フルたま?)                                                               | #43, 2004    | #06, 2005           | Nagao Takaoka                                          |
| Kami to Sengoku Seitokai (神to戦国生徒会?)                                          | #51, 2004    | #42, 2006           | Ryōsuke Takada, Satoru Akahori                         |
| Toto!: The Wonderful Adventure (トト! the wonderful adventure?)                     | #02-03, 2005 | #46, 2005           | Yūkō Osada                                             |
| Any MR (あにMR?)                                                                    | #07, 2005    | #38, 2005           | Taro Sada                                              |
| Kagetora (KAGETORA?)                                                                | #08, 2005    | #11, 2005           | Akira Segami                                           |
| Vinland Saga (ヴィンランド・サガ?)                                                  | #20, 2005    | #45, 2005           | Makoto Yukimura                                        |
| Rose Hip Zero (ROSE HIP ZERO?)                                                      | #21, 2005    | #15, 2006           | Tohru Fujisawa                                         |
| Sayonara Zetsubō-sensei (さよなら絶望先生?)                                         | #22-23, 2005 | #28, 2012           | Koji Kumeta                                            |
| Over Drive (Over Drive?)                                                            | #24, 2005    | #24, 2008           | Tsuyoshi Yasuda                                        |
| Full Spec (Full Spec?)                                                              | #28, 2005    | #09, 2006           | Taro Sekiguchi                                         |
| Kenkō zenrakei suieibu umishō (ケンコー全裸系水泳部 ウミショー?)                    | #33, 2005    | #21-22, 2008        | Mitsuru Hattori                                        |
| Koma Koma (コマコマ?)                                                               | #36-37, 2005 | #10, 2006           | Shōki Yonebayashi                                      |
| 90-Eko to Issho. (090〜えこといっしょ〜?)                                           | #38, 2005    | #50, 2006           | Maru Asakura                                           |
| Bokura no Sengoku Hakkyuuden (ぼくらの戦国白球伝?)                                  | #46, 2005    | #20, 2006           | Seiji Uozumi                                           |
| Fashion Leader Imai Shoutarou (ファッションリーダー今井正太郎?)                     | #48, 2005    | #30, 2006           | Yūta Nishiyama                                         |
| Crack!! (クラック!!?)                                                               | #53, 2005    | #15, 2006           | Keisuke Honna                                          |
| Shounen Mushuku Shinkurou (少年無宿シンクロウ?)                                     | #01, 2006    | #01, 2007           | Yasushi Hoshino, Fūmei Sai                             |
| Gaijin (街刃-GAIJIN-?)                                                              | #10, 2006    | #49, 2006           | Satoaki Amatatsu                                       |
| Ikebukuro West Gate Park (池袋ウエストゲートパーク 電子の星?)                       | #14, 2006    | #23, 2006           | Masashi Asaki                                          |
| Magnum ROSE HIP (Magnum ROSE HIP?)                                                  | #18, 2006    | #28, 2006           | Tohru Fujisawa                                         |
| Area no Kishi (エリアの騎士?)                                                       | #21-22, 2006 | #17, 2017           | Kaya Tsukiyama, Hiroaki Igano                          |
| Sumire 16-sai!! (スミレ♡16歳!!?)                                                    | #23, 2006    | #49, 2006           | Takeru Nagayoshi                                       |
| Ace of Diamond (ダイヤのA?, Daiya no A)                                             | #24, 2006    | #07, 2015           | Yūji Terajima                                          |
| Idol no Akahon (アイドルのあかほん?)                                                | #28, 2006    | #48, 2006           | Tozen Ujiie                                            |
| Kakutou Ryourinin Musashi (格闘料理人ムサシ?)                                       | #29, 2006    | #52, 2006           | Takashi Hamori                                         |
| Smash! (スマッシュ!?)                                                               | #33, 2006    | #20, 2010           | Kaori Saki                                             |
| Fairy Tail (FAIRY TAIL -フェアリーテイル-?, Fearī Teiru)                            | #35, 2006    | #34, 2017           | Hiro Mashima                                           |
| Shinyaku "Kyojin no Hoshi" Hanagata (新約「巨人の星」花形?)                         | #36-37, 2006 | #04-05, 2011        | Yoshiyuki Murakami, Ikki Kajiwara, Noboru Kawasaki     |
| Mirai Chonaikai (未来町内会?)                                                       | #38, 2006    | #19, 2008           | Eiji Nonaka                                            |
| Kamen Rider wo Tsukutta Otokotachi (仮面ライダーをつくった男たち?)                  | #43, 2006    | #28, 2007           | Kenichi Muraeda                                        |
| Yankee-kun & Megane-chan - Il teppista e la quattrocchi (ヤンキー君とメガネちゃん?) | #46, 2006    | #25, 2011           | Miki Yoshikawa                                         |
| Hammer Session! (ハンマーセッション!?)                                              | #50, 2006    | #02-03, 2009        | Namoshiro Tanahashi, Hiroyuki Yatsu, Yamato Koganemaru |
| Joppare Shun! (マグロ一本釣り伝説 じょっぱれ瞬!?)                                   | #52, 2006    | #10, 2007           | Hiroshi Wakamatsu, Yoshiaki Sasaki                     |
| Shibatora (シバトラ?)                                                               | #02-03, 2007 | #46, 2009           | Yuma Ando, Masashi Asaki                               |
| Youkai no Oisha-san (妖怪のお医者さん?)                                             | #13, 2007    | #35, 2008           | Yūki Satō                                              |
| Kiss & Cry! (キス☆クラ?)                                                            | #24, 2007    | #40, 2007           | Akira Segami                                           |
| Shirogane no Karasu (しろがねの鴉?)                                                 | #26, 2007    | #51, 2007           | Akimine Kamijyo                                        |
| Kanojo to Kiss Suru 50 no Hōhō (彼女とキスする50の方法?)                            | #37, 2007    | #39, 2007           |                                                        |
| Baby Steps (ベイビーステップ?)                                                      | #46, 2007    | #48, 2017           | Hikaru Kachiki                                         |
| Tetsuwan Break (鉄腕ブレイク?)                                                      | #06, 2008    | #18, 2008           | Tomohiro Shinohara                                     |
| Stand by Me (スタンドバイミー?)                                                     | #15, 2008    | #31, 2008           | Takahiro Oba                                           |
| Hakkutsu! Magazine Yarou!! (発掘!マガジン野郎!!?)                                   | #19, 2008    | #01, 2009           | Yuki Okada                                             |
| Kagutsuchi (カグツチ?)                                                              | #25, 2008    | #45, 2008           | Akira Ishiguro, Masaya Hokazono                        |
| A Town Where You Live (君のいる町?, Kimi no iru machi)                              | #26, 2008    | #11, 2014           | Kōji Seo                                               |
| Code: Breaker (CØDE:BREAKER?)                                                       | #28, 2008    | #33, 2013           | Akimine Kamijyo                                        |
| Zerosen (ゼロセン?)                                                                 | #34, 2008    | #36-37, 2010        | Atsushi Kase                                           |
| Seitokai Yakuindomo (生徒会役員共?)                                                 | #34, 2008    | #51, 2021           | Tozen Ujiie                                            |
| Junjou Karen na Oretachi da! (純情カレンな俺達だ!?)                                 | #40, 2008    | #13, 2009           | Yuriko Nishiyama                                       |
| Shigyaku Keiyakusha Fausts (弑逆契約者ファウスツ?)                                  | #46, 2008    | #27, 2009           | Yasushi Hoshino                                        |
| Cage of Eden (エデンの檻?, Eden no Ori)                                             | #52, 2008    | #08, 2013           | Yoshinobu Yamada                                       |
| Brass Boy! (暴走系吹奏楽列伝 ブラボー! Brass Boy?)                                  | #14, 2009    | #38, 2009           | Yumika Tsuru                                           |
| Mash Go!! (マッシュGO!!?)                                                           | #15, 2009    | #29, 2009           | Shōki Yonebayashi, Yoichi Komori                       |
| Daikusei Kuuki Heishidan (第九征空騎兵師團?)                                        | #20, 2009    | #52, 2009           | Masato Fujisaki                                        |
| Gamaran (我間乱〜GAMARAN〜?)                                                        | #24, 2009    | #30, 2013           | Yōsuke Nakamaru                                        |
| GTO: Shonan 14 Days (GTO SHONAN 14 DAYS?)                                           | #28, 2009    | #42, 2011           | Tōru Fujisawa                                          |
| Namiuchigiwa no Muromi-san (波打際のむろみさん?)                                    | #33, 2009    | #26, 2014           | Keiji Najima                                           |
| Double Jei (だぶるじぇい?)                                                          | #34, 2009    | #48, 2011           | Maru Asakura                                           |
| Tiji-kun! (ティジクン!?)                                                            | #36, 2009    | #06, 2010           | Ken Oojiba, Masahiko Yokoyama                          |
| GE Good Ending (GE〜グッドエンディング〜?)                                          | #38, 2009    | #06, 2013           | Kei Sasuga                                             |

## Anni 2010
| Titolo                                                                                 | Prima uscita | Ultima uscita | Mangaka                                   |
| -------------------------------------------------------------------------------------- | ------------ | ------------- | ----------------------------------------- |
| A-bout! (A-BOUT!?)                                                                     | #52, 2009    | #15, 2014     | Masa Ichikawa                             |
| BLACK OUT (BLACK OUT?)                                                                 | #14, 2010    | #47, 2010     | Masashi Asaki, Ryū Kisaragi               |
| Oniwaka to Ushiwaka Edge of the World (鬼若と牛若 Edge of the World?)                  | #21, 2010    | #27, 2010     | Rando Ayamine, Yūya Aoki                  |
| Hammer Session! In High School (ハンマーセッション! In High School?)                   | #26, 2010    | #49, 2010     | Namoshiro Tanahashi, Hiroyuki Yatsu       |
| AKB49: Ren'ai kinshi jōrei (AKB49〜恋愛禁止条例〜?)                                    | #39, 2010    | #08, 2016     | Reiji Miyajima, Motoazabu Factory         |
| Bun Bun Bee (BUN BUN BEE?)                                                             | #46, 2010    | #09, 2011     | Satoshi Enomoto                           |
| Furimuku na Kimi ha (振り向くな君は?)                                                  | #01, 2011    | #33, 2011     | Tsuyoshi Yasuda                           |
| My Girlfriend is a Fiction (この彼女はフィクションです?, Kono kanojo wa fiction desu.) | #11, 2011    | #45, 2011     | Shizumu Watanabe                          |
| Zeus no Tane (ゼウスの種?)                                                             | #12, 2011    | #43, 2012     | Kōsuke Iijima                             |
| Again!! (アゲイン!!?)                                                                  | #19, 2011    | #19, 2014     | Mitsurō Kubo                              |
| Phi Brain: Saigo no Puzzle (ファイ・ブレイン 最期のパズル?)                            | #22-23, 2011 | #46, 2011     | Haruki Ueno, Hajime Yatate, Yuji Moritaka |
| Bakudan! - Bakumatsu Danshi (ばくだん!〜幕末男子〜?)                                   | #26, 2011    | #44, 2012     | Atsushi Kase                              |
| Bloody Monday (BLOODY MONDAY?)                                                         | #22, 2011    | #17, 2012     | Kōji Megumi, Tadashi Agi                  |
| Tobaku Hao-den Zero Gyanki-Hen (賭博覇王伝 零 ギャン鬼編?)                             | #33, 2011    | #26, 2013     | Nobuyuki Fukumoto                         |
| Dragon Collection Ryuu o Suberu Mono (ドラゴンコレクション 竜を統べるもの?)            | #40, 2011    | #42, 2012     | Kyōta Shibano, Muneyuki Kaneshiro         |
| Tanteiken Sherdock (探偵犬シャードック?)                                               | #47, 2011    | #52, 2012     | Yūki Satō, Yuma Ando                      |
| STAR CHILDREN (STAR CHILDREN?)                                                         | #53, 2011    | #16, 2012     | Masashi Kida                              |
| Happy Project (ハッピープロジェクト?)                                                  | #04-05, 2012 | #38, 2012     | Hirokazu Ochiai                           |
| Yamada-kun e le 7 streghe (山田君と7人の魔女?)                                         | #12, 2012    | #12, 2017     | Miki Yoshikawa                            |
| Dr. Duo (Dr.デュオ?)                                                                   | #21-22, 2012 | #11, 2013     | Yūsuke Ōsawa, Shigeru Kinshita            |
| Chotto Morimashita. (ちょっと盛りました。?)                                            | #28, 2012    | #29, 2014     | Hideo Nishimoto                           |
| GT-R (GT-R?)                                                                           | #30, 2012    | #44, 2012     | Tōru Fujisawa                             |
| Wagatsuma-san wa ore no yome (我妻さんは俺のヨメ?)                                     | #42, 2012    | #43, 2014     | Keishi Nishikida, Yū Kuraishi             |
| The Seven Deadly Sins - Nanatsu no taizai (七つの大罪?, Nanatsu no taizai)             | #45, 2012    | #17, 2020     | Nakaba Suzuki                             |
| Otokodama Rock (男魂ロック?)                                                           | #46, 2012    | #17, 2013     | Satoshi Enomoto                           |
| Rakugomon (ラクゴモン。?)                                                              | #49, 2012    | #12, 2013     | Yoshiyuki Murakami                        |
| Aho-Girl (アホガール?)                                                                 | #52, 2012    | #12, 2015     | Hiroyuki                                  |
| As the Gods Will 2 (神さまの言うとおり弐?)                                             | #07, 2013    | #04/05, 2017  | Akeji Fujimura, Muneyuki Kaneshiro        |
| Makku Miran kōkō joshi kyōshiki yakyūbu (マックミラン高校女子硬式野球部?)              | #09, 2013    | #33, 2013     | Tatsurō Suga                              |
| Kyō no onna bare (今日の女バレ?)                                                       | #09, 2013    | #32, 2013     | Kai Kobayashi                             |
| Takara no zen (タカラの膳?)                                                            | #13, 2013    | #35, 2013     | Kazuki Yamamoto, Kanji Sorasaki           |
| ACMA: GAME (アクマ ゲーム?)                                                            | #19, 2013    | #14, 2017     | Kōji Megumi                               |
| Days (DAYS?)                                                                           | #21-22, 2013 | #08, 2021     | Tsuyoshi Yasuda                           |
| Hangyaku no kagetsukai (反逆の影使い?)                                                 | #25, 2013    | #39, 2013     | Shin Kanzaki                              |
| Last Man (LASTMAN -ラストマン-?)                                                       | #27, 2013    | #49, 2013     | Yūji Ninomiya                             |
| A Silent Voice (聲の形?, Koe no katachi)                                               | #36-37, 2013 | #51, 2014     | Yoshitoki Ōima                            |
| UQ Holder! (ユーキューホルダー!?)                                                      | #39, 2013    | #30, 2016     | Ken Akamatsu                              |
| Charon (CHARON?)                                                                       | #42, 2013    | #04-05, 2014  | Yoshinobu Yamada                          |
| Hello!! (HELLO!!?)                                                                     | #45, 2013    | #08, 2014     | Daisuke Miyata                            |
| Rivnes (りぶねす?)                                                                     | #48, 2013    | #01, 2014     | Yuki Domoto                               |
| Sekkachi Hakushaku to Jikan Dorobou (せっかち伯爵と時間どろぼう?)                      | #49, 2013    | #06, 2015     | Kouji Kumeta                              |
| Soredemo Boku wa Kimi ga Suki (それでも僕は君が好き?)                                  | #02-03, 2014 | #27, 2014     | Nao Emoto, Suu Itin                       |
| Kimi o Mawashitai. (君を回したい?)                                                     | #09, 2014    | #17, 2014     | Tarako Umeyama                            |
| Fūka (風夏?)                                                                           | #11, 2014    | #18, 2018     | Kōji Seo                                  |
| Seishun Shônen Magazine (青春少年マガジン -紙の翼-?)                                   | #12, 2014    | #21-22, 2014  | Natsuko Heiuchi                           |
| Profesional Henshûsha no Yûgi (プロフェッショナル編集者の流儀?)                        | #12, 2014    | #21-22, 2014  | Yuki Okada                                |
| Shinkai Tsuzuri no Dokkairoku (新海綴の読解録?)                                        | #14, 2014    | #26, 2014     | Kaoru Hakkai                              |
| Domestic Girlfriend (新海綴の読解録?)                                                  | #21-22, 2014 | #28, 2020     | Kei Sasuga                                |
| Tenkei no Arimaria (天啓のアリマリア?)                                                 | #27, 2014    | #39, 2014     | Itora, Kenji Sakumoto                     |
| Corp Shitsurakuen (コーポ失楽園?)                                                      | #30, 2014    | #43, 2014     | Masakuni Igarashi                         |
| Rupodama! (ルポ魂!?)                                                                   | #32, 2014    | #20, 2016     | Yuki Okada, Shinpei Funatsu               |
| Tetsu no Ou (鉄の王?)                                                                  | #36-37, 2014 | #09, 2015     | Takeshi Sano                              |
| Komori-chan ha Yaruki wo Dase (こもりちゃんはヤる気を出せ?)                            | #41, 2014    | #44, 2015     | Tohiro Konno                              |
| Abe no Iru Machi (阿部のいる町?)                                                       | #44, 2014    | #15, 2015     | Miyajima Masanori, Inoue Natsumi          |
| Rengoku no Karma (楝獄のカルマ?)                                                       | #47, 2014    | #35, 2015     | Hirose Toshi, Haruba Negi                 |
| Real Account (リアルアカウント?)                                                       | #04-05, 2015 | #29, 2018     | Shizuka Watanabe, Okushou                 |
| Sky Violation (天空侵犯?, Tenkū shinpan)                                               | #09, 2015    | #18, 2015     | Tsuina Miura, Takahiro Oba                |
| Masukomi (増すコミ?)                                                                   | #16, 2015    | #01, 2016     | Keiji Najima                              |
| Pinkyu★★★ (ピンキュー★★★?)                                                             | #19, 2015    | #32, 2015     | Sakuma Chikara                            |
| Tsuredure Children (徒然チルドレン?)                                                   | #20, 2015    | #32, 2018     | Toshiya Wakibayashi                       |
| Deko boko animation (凸凹アニメーション?)                                              | #27, 2015    | #40, 2015     | Miyajima Masanori, Igarashi Masakuni      |
| Daigo Tokusou (第伍特捜?)                                                              | #33, 2015    | #47, 2015     | Enji Tetta                                |
| Desert Eagle (デザートイーグル?)                                                       | #36-37, 2015 | #25, 2016     | Ken Wakui                                 |
| Ace of Diamond Act II (ダイヤのA act II?, Daiya no A Act II)                           | #38, 2015    | #48, 2022     | Yōsuke Kaneda                             |
| Two Three (ツースリー?)                                                                | #40, 2015    | #52, 2015     | Hiroshi Takahata                          |
| Fire Force (炎炎ノ消防隊?, En'en no shōbōtai)                                          | #43, 2015    | #13, 2022     | Atsushi Ōkubo                             |
| Infection (インフェクション?)                                                          | #01, 2016    | #36, 2016     | Tōru Oikawa                               |
| Muteki no Hito (無敵の人?)                                                             | #04/05, 2016 | #28, 2016     | Shinobu Kaitani                           |
| Tenohira no Netsu wo (てのひらの熱を?)                                                 | #10, 2016    | #24, 2016     | Eiichi Kitano                             |
| Hoshino, Me wo Tsubutte. (星野、目をつぶって。?)                                       | #19, 2016    | #32, 2018     | Kohei Nagashii                            |
| Vector Ball (Vector Ball?)                                                             | #22/23, 2016 | #16, 2017     | Makoto Raiku                              |
| Dr. Prisoner (Dr.プリズナー?, Dr. Purizunā)                                            | #27, 2016    | #07, 2017     | Komatsu Ishikawa, Atsuo Ueda              |
| Kono Ken ga Tsuki wo Kiru (この剣が月を斬る?)                                          | #31, 2016    | #49, 2016     | Horiuchi Atsunori                         |
| Koisuru Suizoku-man (恋する水族マン?)                                                  | #34, 2016    | #53, 2016     | Yū Abiko                                  |
| Mononote: Edo Shinobi Kagyō (もののて～江戸忍稼業～?)                                  | #37/38, 2016 | #02/03, 2017  | Reiji Miyajima                            |
| Fullback (フルバック?)                                                                 | #42, 2016    | #01, 2017     | Matsuoka Yoshinori                        |
| Senryū Shōjo (川柳少女?)                                                               | #47, 2016    | #21, 2020     | Masakuni Igarashi                         |
| To Your Eternity (不滅のあなたへ?, Fumetsu no Anata e)                                 | #50, 2016    | #27, 2025     | Yoshitoki Ōima                            |
| 8-gatsu Outlaw (8月アウトロー?)                                                        | #02/03, 2017 | #35, 2017     | Daisuke Miyata                            |
| 6 cm no Kizuna (6センチの絆?, 6-senchii no Kizuna)                                     | #04/05, 2017 | #18, 2017     | Shirou Adachi, Makoto Nakashima           |
| Ranker's High (ランカーズ・ハイ?)                                                      | #10, 2017    | #29, 2017     | Ryō Nakajima                              |
| Tokyo Revengers (東京卍リベンジャーズ?, Tōkyō Ribenjāzu)                               | #13, 2017    | #51, 2022     | Ken Wakui                                 |
| High & Low: G-Sword                                                                    | #16, 2017    | #36/37, 2017  | CLAMP                                     |
| Rakuraku Shinwa (楽々神話?)                                                            | #18, 2017    | #35, 2017     | Tarō Tsubaki                              |
| Ohayou Survive (おはようサバイブ?)                                                     | #20, 2017    | #36/37, 2017  | Takeru Maehara                            |
| Tsue Pechi Mahoutsukai♀no Bouken no Sho (杖ペチ魔法使い♀の冒険の書?)                   | #24, 2017    | #06, 2018     | Awabako                                   |
| Smile Down the Runaway (ランウェイで笑って?, Ran'u~ei de Waratte)                      | #26, 2017    | #33, 2017     | Kotoba Inoya                              |
| World End Crusaders (ワールドエンドクルセイダーズ?)                                    | #28, 2017    | #01, 2018     | Ryounosuke Fuji, biki                     |
| Rent a Girlfriend (彼女、お借りします?, Kanojo, Okarishimasu)                          | #32, 2017    | in corso      | Reiji Miyajima                            |
| Kessen no Kuon (血戦の九遠?)                                                           | #35, 2017    | 02/03, 2018   | Yoshinori Matsuoka                        |
| The Quintessential Quintuplets (五等分の花嫁?, Go-Tōbun no Hanayome)                   | #36/37, 2017 | #12, 2020     | Negi Haruba                               |
| Seishun Soukanzu (青春相関図?)                                                         | #40, 2017    | #14, 2018     | Shun Hirose, Kouta Sannomiya              |
| Juliet in collegio ((寄宿学校のジュリエット?, Kishuku Gakkō no Jurietto)               | #43, 2017    | #40, 2019     | Yōsuke Kaneda                             |
| 8-jou no Carnival (8畳カーニバル?)                                                     | #50, 2017    | #24, 2018     | Kumichi Yoshizuki                         |
| Sensei, Suki desu. (先生、好きです。?)                                                 | #04/05, 2018 | #28, 2018     | Kouji Miura                               |
| Bakemonogatari (化物語?)                                                               | #15, 2018    | #15, 2023     | Nisio Isin, Oh! great                     |
| Kiss and Cry (キスアンドクライ?)                                                       | #18, 2018    | #33, 2018     | Nozomi Higasa                             |
| Danshi Kōkōsei o Yashinaitai Onē-san no Hanashi (男子高校生を養いたいお姉さんの話?)    | #19, 2018    | #18, 2022     | Hideki                                    |
| This Man: Sono Kao wo Mita Mono ni wa Shi wo (This Man その顔を見た者には死を?)        | #20/21, 2018 | #48, 2018     | Kōji Megumi, Sora Karin                   |
| Orient (オリエント?)                                                                   | #26, 2018    | #06, 2021     | Shinobu Ohtaka                            |
| Hitman (ヒットマン?)                                                                   | #29, 2018    | #12, 2021     | Kōji Seo                                  |
| Edens Zero (エデンズ ゼロ?)                                                            | #30, 2018    | #30, 2024     | Hiro Mashima                              |
| Yoru ni Naru to Boku wa (夜になると僕は?)                                              | #31, 2018    | #15, 2019     | Yū Masako                                 |
| Blue Lock (ブルーロック?)                                                              | #35, 2018    | in corso      | Mineyuki Kaneshiro, Yūsuke Nomura         |
| Gamblers Parade (ギャンブラーズパレード?)                                              | #45, 2018    | #30, 2019     | Atsushi Nakayama, Kazutaka Kodaka         |
| Shichiha Gojūroku (シチハゴジュウロク?)                                                | #48, 2018    | #31, 2019     | Tetsutaka Kudo, Mitomo Sasako             |
| Soredemo Ayumu wa Yosetekuru (それでも歩は寄せてくる?)                                 | #14, 2019    | #50, 2023     | Sōichirō Yamamoto                         |
| Shinanaide! Asukawa-san (死なないで! 明日川さん?)                                      | #19, 2019    | #46, 2019     | Kyu Takahaka                              |
| Sen wa, Boku wo Egaku (線は、僕を描く?)                                                | #29, 2019    | #11, 2020     | Hiromasa Togami, Horiuchi Atsunori        |
| Kyoryuu Senki (巨竜戦記?)                                                              | #35, 2019    | #08, 2020     | Shingo Honda                              |
| Necromance (ネクロマンス?)                                                             | #39, 2019    | #16, 2020     | Domoto Yuki                               |
| Mashima Hero's                                                                         | #46, 2019    | #04, 2020     | Hiro Mashima                              |

## Anni 2020
| Titolo | Prima uscita | Ultima uscita | Mangaka                                           |
| --- | ------------ | ------------- | ------------------------------------------------- |
| Shinigami Sai koro Game (死神サイ殺ゲーム?)                                                               | #01, 2020    | #30, 2020     | Monma Tsukasa, Ōmae Takafumi                      |
| Nare no Hate no Bokura (なれの果ての僕ら?)                                                                | #07, 2020    | #48, 2020     | Yae Utsumi                                        |
| A Couple of Cuckoos (カッコウの許嫁?, Kakkō no Iinazuke)                                                  | #09, 2020    | in corso      | Miki Yoshikawa                                    |
| Xevec (ゼベック?)                                                                                         | #11, 2020    | #34, 2020     | Shimouchi Ryouta, bose                            |
| Girlfriend, Girlfriend (カノジョも彼女?, Kanojo mo Kanojo)                                                | #14, 2020    | #25, 2023     | Hiroyuki                                          |
| Tokyo Babel (トーキョーバベル?)                                                                           | #22/23, 2020 | #49, 2020     | Karin Sora, Ran Kuze                              |
| Shangri-La Frontier (シャングリラ・フロンティア?)                                                         | #33, 2020    | in corso      | Katarina, Ryōsuke Fuji                            |
| Majō ni Sasageru Trick (魔女に捧げるトリック?)                                                            | #39, 2020    | #19, 2021     | Shizumu Watanabe                                  |
| Beast No. 6 (獣の六番?, Kemono no Roku-ban)                                                               | #41, 2020    | #13, 2021     | Kohei Nagashii                                    |
| Kangi Banka (カンギバンカ?)                                                                               | #50, 2020    | #33, 2021     | Imamura Shougo, Megumi Kouji                      |
| Koi ka Mahō ka Wakaranai! (恋か魔法かわからない！?)                                                       | #02/03, 2021 | #35, 2021     | Attsun                                            |
| Tesla Note (テスラノート?)                                                                                | #06, 2021    | #32, 2021     | Nishida Masafumi, Tadayoshi Kubo, Sannomiya Kouta |
| Four Knights of the Apocalypse (黙示録の四騎士?, Mokushiroku no Yon-kishi)                                | #09, 2021    | in corso      | Nakaba Suzuki                                     |
| Squalificati - Ranger Reject (戦隊大失格?, Sentai Daishikkaku)                                            | #10, 2021    | in corso      | Negi Haruba                                       |
| The Café Terrace and Its Goddesses (女神のカフェテラス?, Megami no Cafe Terrace)                          | #12, 2021    | in corso      | Kōji Seo                                          |
| Kenja ga Nakama ni Natta (賢者が仲間になった!?)                                                           | #17, 2021    | #08, 2022     | AZU                                               |
| Tying the Knot with an Amagami Sister (甘神さんちの縁結び?, Amagami-san Chi no Enmusubi)                  | #21, 2021    | in corso      | Marcey Naito                                      |
| Eisen no Lovelock (英戦のラブロック?)                                                                     | #24, 2021    | #07, 2022     | Tatsuya Shihira                                   |
| My Charms Are Wasted (黒岩メダカに私の可愛いが通じない?, Kuroiwa Medaka ni watashi no kawaii ga tsūjinai) | #26, 2021    | in corso      | Ran Kuze                                          |
| iContact (iコンタクト?)                                                                                   | #39, 2021    | #21, 2022     | Hiroaki Igano, Kaya Tsukiyama                     |
| Erunowa! Renai Jakusha to Peke Tenshi (えるのわ!〜恋愛弱者とペケ天使〜?)                                  | #43, 2021    | #24, 2022     | Kou Suzumoto                                      |
| The Blue Wolves of Mibu (青のミブロ?, Ao no Miburo)                                                       | #46, 2021    | in corso      | Tsuyoshi Yasuda                                   |
| Second Break!! (SECOND BREAK!!?)                                                                          | #01, 2022    | #34, 2022     | Tomohiro Inaki                                    |
| Gachiakuta (ガチアクタ?)                                                                                  | #12, 2022    | in corso      | Kei Urana                                         |
| Kimi ga Megami nara Ii no ni (きみが女神ならいいのに?)                                                    | #21, 2022    | #49, 2022     | Kano Kashiwagi                                    |
| Seitokai ni mo Ana wa Aru! (生徒会にも穴はある!?)                                                         | #22/23, 2022 | in corso      | Muchimaro                                         |
| Kanan-sama Is Easy as Hell! (カナン様はあくまでチョロい?, Kanan-sama wa Akumade Choroi)                   | #27, 2022    | in corso      | Nonco                                             |
| Muni no Ichigeki (無二の一撃?)                                                                            | #31, 2022    | #06, 2023     | Kōtarō Naitō                                      |
| Hinata-san, Hoshino desu (日向さん、星野です。?)                                                          | #36/37, 2022 | #34, 2023     | Uoyama                                            |
| Honeko Akabane's Bodyguards (赤羽骨子のボディガード?, Akabane Honeko no Bodigādo)                         | #43, 2022    | #50, 2024     | Masamitsu Nigatsu                                 |
| Atwight Game (アトワイトゲーム?)                                                                          | #44, 2022    | #19, 2023     | Naoshi Arakawa                                    |
| Kiraboshi Ojō-sama no Kyūkon (きらぼしお嬢様の求婚?)                                                      | #50, 2022    | #36/37, 2023  | Hideki                                            |
| Yowayowa Sensei (よわよわ先生?)                                                                           | #51, 2022    | in corso      | Kamio Fukuchi                                     |
| Kitazawa-kun wa A-Class (北沢くんはAクラス?)                                                              | #53, 2022    | #29, 2023     | Tsukasa Monma, Tanuki Yumeno                      |
| Dead Account (デッドアカウント?)                                                                          | #07, 2023    | #40, 2023     | Shizumu Watanabe                                  |
| Usayama Joshi Kōkō 2-nen 1-kumi!! (兎山女子高校2年1組!!?)                                                 | #20, 2023    | #48, 2023     | Yuki Shimizu                                      |
| Brave Bell (BRAVE BELL?)                                                                                  | #28, 2023    | #29, 2024     | Meeb, Okane                                       |
| Kimura x Class (KIMURA X CLASS?)                                                                          | #30, 2023    | #02/03, 2024  | Tōru Sumiishi, Nau Doi                            |
| Midnight Heart Tune (真夜中ハートチューン?, Mayonaka Hāto Chūn)                                           | #42, 2023    | in corso      | Masakuni Igarashi                                 |
| Mononoke no Ran (もののけの乱?)                                                                           | #45, 2023    | #18, 2024     | Yōsuke Takeda                                     |
| Katana Beast (獣心のカタナ?, Jūshin no Katana)                                                            | #48, 2023    | #41, 2024     | Akimine Kamijyo                                   |
| Orion's Board (盤上のオリオン?, Banjō no Orion)                                                           | #06, 2024    | in corso      | Naoshi Arakawa                                    |
| Kaijin Fugeki (灰仭巫覡?)                                                                                 | #26, 2024    | in corso      | Oh! great                                         |
| Love Forty (ラブフォーティ?)                                                                              | #28, 2024    | #14, 2025     | Jirō Katori, Shinichi Itō                         |
| Batchiri Scratch (ばっちりスクラッチ?, Bacchiri Scratch)                                                  | #31, 2024    | #31, 2025     | Punatsu                                           |
| Galaxias (ガラクシアス?, Garakushiasu)                                                                    | #32, 2024    | #07, 2025     | Ao Hatesaka                                       |
| Irozuku Monochrome (色憑くモノクローム?)                                                                  | #37, 2024    | #28, 2025     | Atsushi Uchiyama                                  |
| Yumene Connect (ゆめねこねくと?)                                                                          | #40, 2024    | in corso      | Kō Sawada                                         |
| Ace of the Diamond Act II Side Story: Teito vs Ugumori (ダイヤのA actII 外伝 帝東VS鵜久森?)               | #04/05, 2025 | #14, 2025     | Yuji Terajima                                     |
| Suruga Meteor (スルガメテオ?)                                                                             | #07, 2025    | in corso      | Tanaka Drill                                      |
| The Werewolf Who Wants to Stay Alive (生きたがりの人狼ワーウルフ?, Ikitagari no Wāurufu)                  | #15, 2025    | in corso      | Shigeki Tange                                     |
| The Kagari Monster Family (篝家の8兄弟?, Kagari-ke no Hachi Kyōdai)                                       | #17, 2025    | in corso      | Sora Daichi                                       |
| Kurotsuki no Yaergnacht (黒月のイェルクナハト?, Kurotsuki no Ierukunahato)                                | #19, 2025    | in corso      | Kou Suzumoto                                      |
| Kito the Night Bell (夜鐘のキト?, Yorukane no Kito)                                                       | #23, 2025    | in corso      | Genri Natsume                                     |
| Dream Jumbo Girl (ドリーム☆ジャンボ☆ガール?, Dorīmu Janbo Gāru)                                           | #26, 2025    | in corso      | Hiroyuki                                          |
| Idolatry (アイトラトリイ?)                                                                                | #33, 2025    | in corso      | Shin Otaka, Homare                                |